# Grönpucklig tråding
Grönpucklig tråding (Inocybe corydalina) är en svampart. Enligt Catalogue of Life ingår Grönpucklig tråding i släktet Inocybe,  och familjen Inocybaceae, men enligt Dyntaxa är tillhörigheten istället släktet Inocybe,  och familjen Crepidotaceae. Arten är reproducerande i Sverige.

## Underarter
Arten delas in i följande underarter:
- corydalina
- erinaceomorpha

I den svenska databasen Dyntaxa används istället namnet Inocybe moelleri för samma taxon.  Arten är reproducerande i Sverige.

## Källor

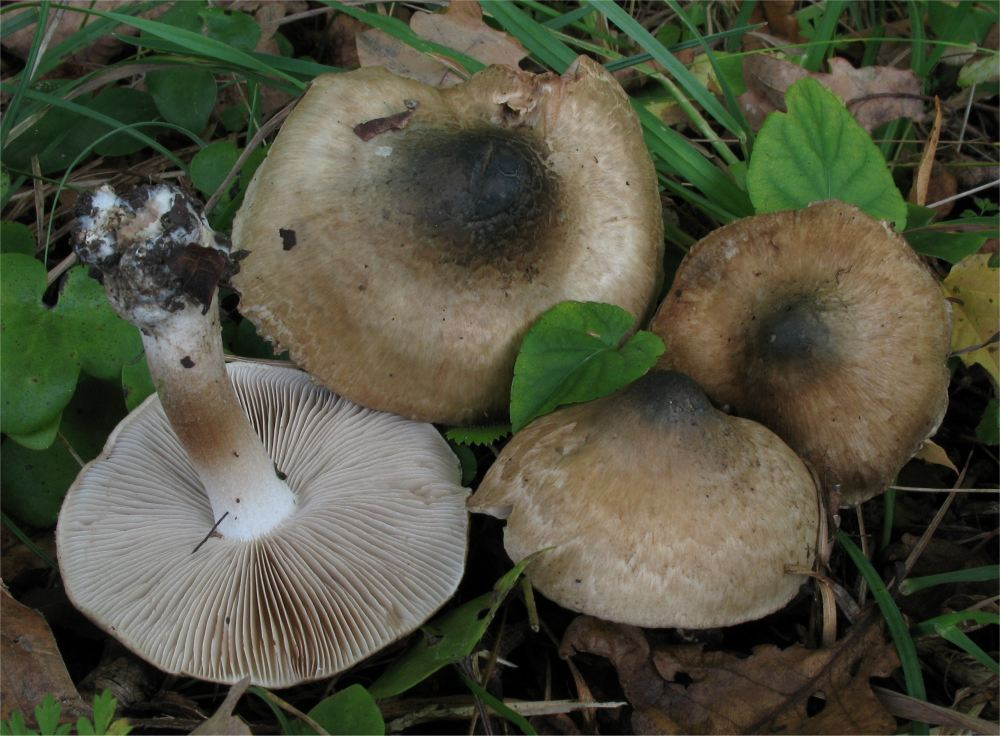
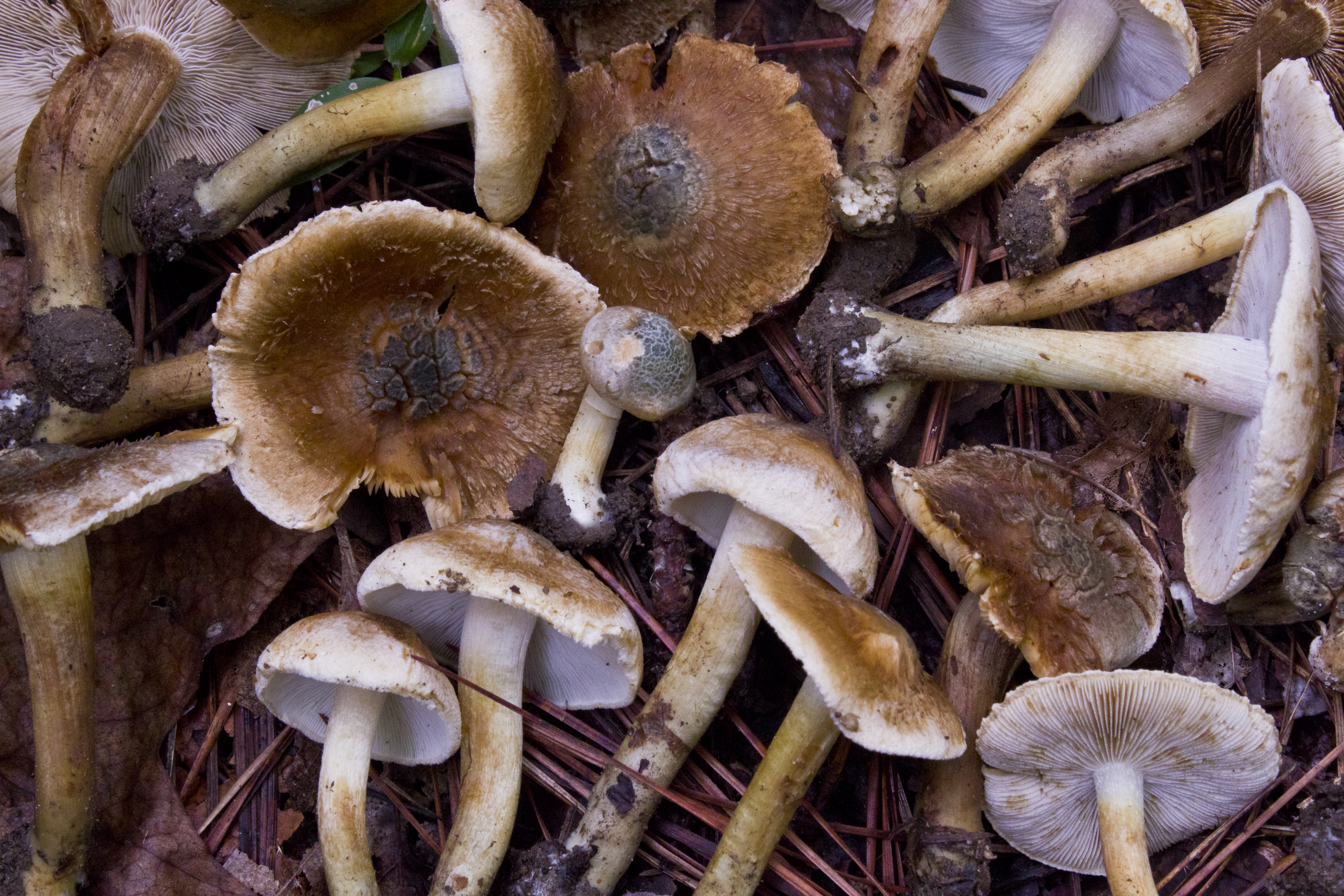
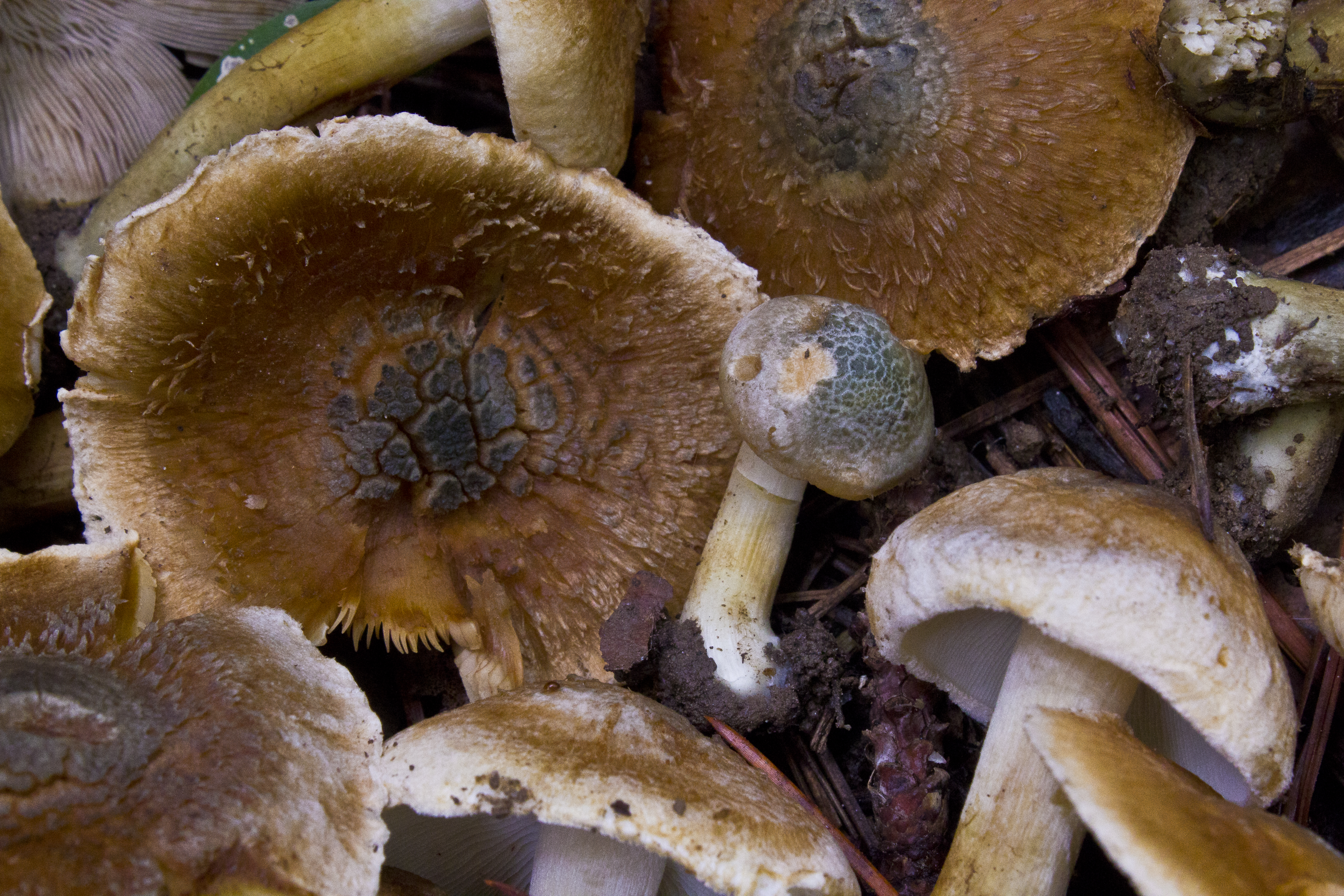
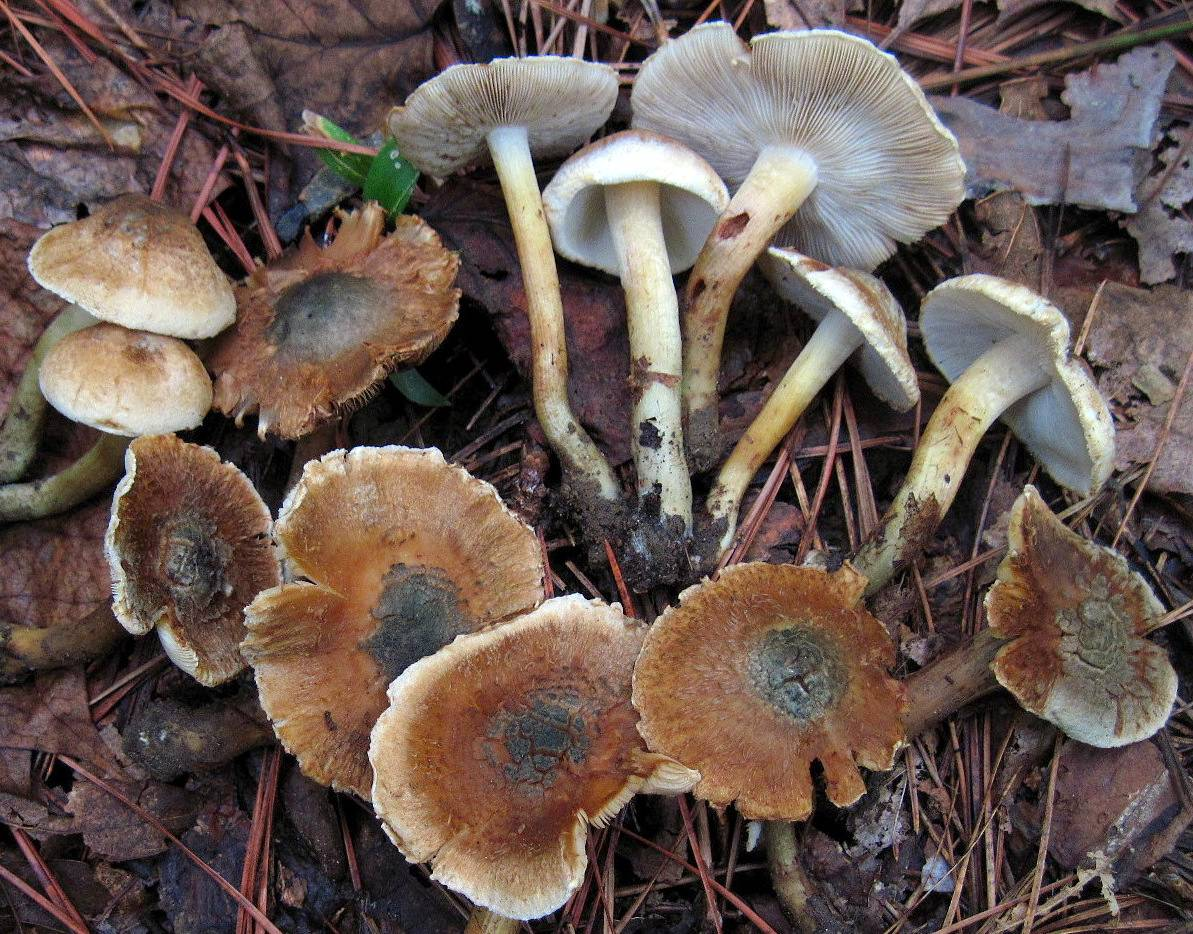